# BTR-90
BTR-90 (GAZ-5923) (rusky бронетранспортёр) je ruské kolové obojživelné obrněné vozidlo 8x8 vyvíjený od roku 1993 a poprvé veřejně představený v roce 1994. Stroj je nástupcem kolových obrněných transportérů řady BTR. Jedná se o větší verzi vozidla BTR-80, osazenou věží z bojového vozidla pěchoty BMP-2. Je to víceúčelové vozidlo pro dopravu osob na bojiště, palebnou podporu, průzkum, doprovod, hlídkování a k dalším účelům. Ochrana pancéřováním byla oproti BTR-80 zlepšena a poskytuje ochranu proti střelám ráže 14,5 mm v čelním oblouku. Výzbroj tvoří 30mm automatický kanón 2A42, spřažený kulomet PKT ráže 7,62 mm, protitankový řízený komplet 9M113 Konkurs a 30mm automatický granátomet AGS-17D.
Vozidla byla vyrobena jen v omezeném množství a jsou ve službě u Národní gardy Ruské federace.

## Výzbroj
Vozidlo je vyzbrojeno 30mm rychlopalným kanónem Šipunov 2A42, spřaženým 7,62mm kulometem PKT, granátometem AGS-17 a protitankovým systémem Konkurs-M.
Vozidlo je vybavené systémem ochrany proti zbraním hromadného ničení, systémem nočního vidění a informačně-řídícím systémem BIUS. Díky své konstrukci vznikla modifikace vozu se 100mm kanónem (možno i 125mm kanón), který je spřažen s 30mm rychlopalným kanónem 2A72.

## Konstrukce
BTR-90 byl navržen v letech 1993–1994 jako větší a lépe chráněná varianta transportéru BTR-80. Nabízí lepší balistickou ochranu, zejména v čelním oblouku, kde dokáže odolat střelám ráže 14,5 mm. Vozidlo je dlouhé 7,64 m, váží přibližně 21 tun a má kapacitu pro tříčlennou posádku a až sedm přepravovaných vojáků.
Pohání jej vznětový motor o výkonu 380 kW (510 koní), který v kombinaci s podvozkem 8×8 umožňuje dosáhnout rychlosti až 100 km/h na silnici. Transportér je rovněž plně obojživelný, ve vodě dosahuje rychlosti až 9 km/h.

## Služba
Přestože měl být BTR-90 zaveden do výzbroje ruských mechanizovaných jednotek i námořní pěchoty, nikdy se nedostal do sériové výroby. Ve větší míře jej využívá především Ruská národní garda.
Podle dostupných informací bylo vyrobeno pouze zhruba 12 kusů, což z něj činí mimořádně vzácný stroj. Přes svou omezenou dostupnost byl nasazen i během ruské invaze na Ukrajinu.
V únoru 2024 bylo potvrzeno, že ruské síly ztratily jeden BTR-90 v bojích o město Avdijivka v Doněcké oblasti. Stroj byl poškozen a posádka jej opustila. Ukrajinská strana předpokládá, že bude následně zničen, aby se zabránilo jeho záchraně a opětovnému použití.
Ztráta takto vzácného stroje ukazuje na rozsah ruských ztrát a nutnost nasazovat i experimentální či málo rozšířenou techniku. V oblasti Avdijivky dochází k intenzivním bojům a Rusko zde přichází o desítky obrněných vozidel týdně. Taktika ruských sil v této oblasti spočívá v častých útočných vlnách s cílem vyčerpat ukrajinskou obranu, často bez ohledu na vlastní ztráty.